# 1896년 미국 대통령 선거
1896년 미국 대통령 선거는 1896년 미국에서 치러진 대통령 선거로, 3년간의 경제공황의 영향으로 공화당의 윌리엄 매킨리 후보가 당선되었다.

## 후보선출

### 공화당
1896년 6월, 공화당 전당대회에선 윌리엄 매킨리 전 오하이오 주지사가 압도적인 지지로 대통령 후보로 선출된다

### 민주당
1896년 7월, 민주당 전당대회에선 5차에 걸친 투표 끝에 윌리엄 제닝스 브라이언 전 하원의원이 리차드 블랜드 전 하원의원을 꺾고 대통령 후보로 선출된다

### 국민민주당
브라이언 의원의 대통령 후보 선출에 반발한 민주당 일부는 국민민주당을 창당하고 존 팔머 전 통상부 장관을 대통령 후보로 선출한다

### 사회노동당
1896년 7월 9일, 사회노동당은 찰스 맷쳇을 대통령 후보로 선출한다

### 금지당
금지당은 내분을 통해 분열되어 조슈아 레버링과 찰스 벤틀리를 각각 대선후보로 선출한다

### 기타
인민당과 은색당은 민주당의 브라이언 후보를 지지하기로 결의한다. 대신 인민당은 토머스 E. 왓슨을 부통령 후보로 선출했다

## 선거 결과
| 대통령 후보            | 정당       | 근거지     | 득표수    | 지지율 | 선거인단 득표 |
| ---------------------- | ---------- | ---------- | --------- | ------ | ------------- |
| 윌리엄 매킨리          | 공화당     | 오하이오   | 7,112,138 | 51.02% | 271           |
| 윌리엄 제닝스 브라이언 | 민주당     | 네브래스카 | 6,510,807 | 46.71% | 176           |
| 존 팔머                | 국민민주당 | 일리노이   | 133,537   | 0.96%  | 0             |
| 조슈아 레버링          | 금지당     | 메릴랜드   | 124,896   | 0.9%   | 0             |
| 찰스 맷쳇              | 사회노동당 | 뉴욕       | 36,359    | 0.26%  | 0             |
| 찰스 벤틀리            | 국민금지당 | 네브래스카 | 19,367    | 0.14%  | 0             |
| 계                     | 계         | 13,938,674 | 100.00 %  | 447    |               |

| 부통령 후보         | 정당       | 근거지         | 선거인단 득표 |
| ------------------- | ---------- | -------------- | ------------- |
| 개릿 A. 호바트      | 공화당     | 뉴저지         | 271           |
| 아서 시월           | 민주당     | 메인           | 149           |
| 토머스 E. 왓슨      | 인민당     | 조지아         | 27            |
| 시몬 버크너         | 국민민주당 | 켄터키         | 0             |
| 헤일 존슨           | 금지당     | 일리노이       | 0             |
| 매튜 매귀어         | 사회노동당 | 뉴저지         | 0             |
| 제임스 사우스게이트 | 국민금지당 | 노스캐롤라이나 | 0             |
| 계                  | 계         | 계             | 447           |

## 같이 보기
- 1896년 미국 하원의원 선거
- 1896년 미국 상원의원 선거